# Milf Hunter
MILF Hunter er en pornoside på internettet.

## Historie
Milf Hunter blev grundlagt i 2002 af RK Netmedia, et firma som holder til i Miami, Florida og som deler adresse med BangBros og det er ment at begge firmaer har samme ejere.
Milf Hunteren eller med andre ord; det mandlige talent i alle filmene, er Shawn Rees, en amerikansk pornostjerne, som i flere år har arbejdet med RK Netmedia på sider som Cum Fiesta og Captain Stabbin. Rees er så kendt nu pga. Milf Hunter, at han let bliver genkendt af mandlige brugere af sitet i aldersgruppen 18-29 og mange gange i introfasen af videoerne vil man også kunne se fans, som kommer hen for at give hånd eller få taget billeder.
I starten, da Milf Hunter blev lanceret, var sitet også kendt for at have helt op til 5 minutter lange trailere på deres tour-sider. Men i dag er disse klip blot 30 sekunder lange.

## Kommerciel Indflydelse
På grund af Milf Hunters enorme succes har et væld af andre pornoproducenter prøvet at kopiere konceptet, men dog uden helt samme succes. Dog er sider som Milf Seeker, My Friend's Hot Mom og selv Bangbros egen side Milf Lessons værd at nævne.
| Internet | Spire Denne internet-relaterede artikel er en spire som bør udbygges. Du er velkommen til at hjælpe Wikipedia ved at udvide den. |